# Cyberdyne

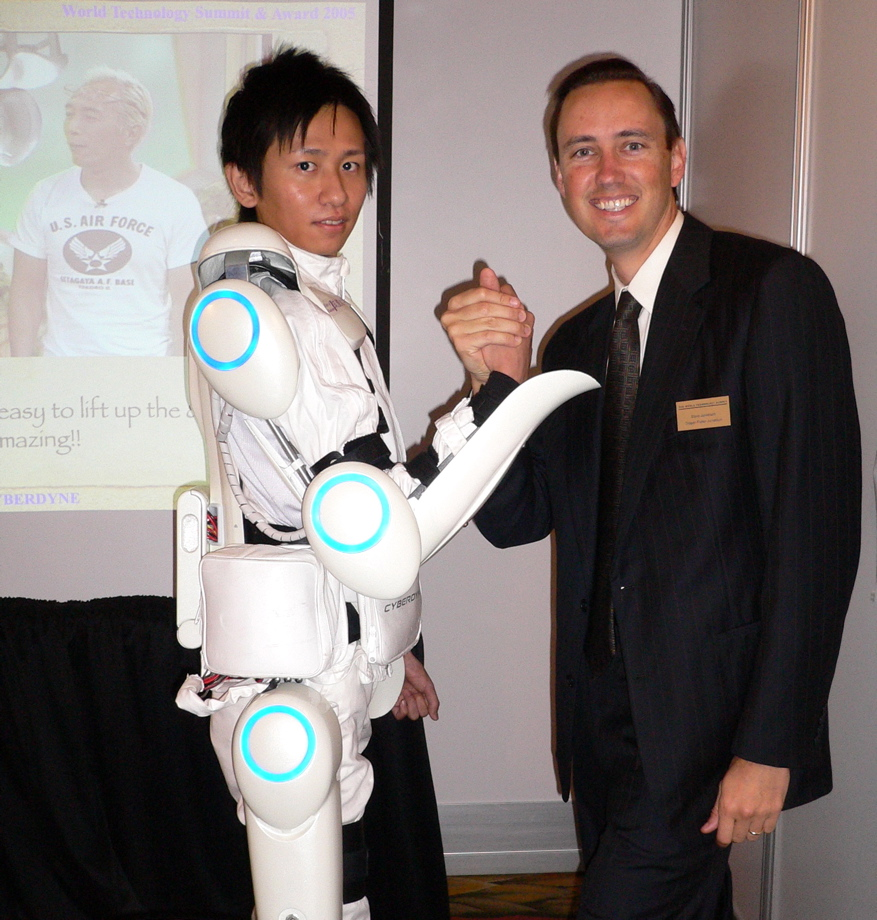
El traje exoesqueleto HAL.

Cyberdyne es una compañía japonesa de robótica y tecnología, principal vendedora y distribuidora del traje exoesqueleto robótico HAL 5.

## Descripción
Cyberdyne fue fundada el 24 de junio de 2004 por Yoshiyuki Sankai, un profesor de la Universidad de Tsukuba, para dedicarse al desarrollo de ideas e investigación para la producción de trajes exoesqueléticos.
En el año 2009 Cyberdyne atrajo la atención internacional al anunciar la comercialización y distribución del exoesqueleto HAL 5 (Hybrid Assistive Limb), el cual puede aumentar 10 veces la fuerza del usuario.Cyberdyne vendió 330 trajes HAL en todo Japón en 2013; además, la compañía ha obtenido certificaciones de seguridad internacional que le otorgan la oportunidad de distribuir sus robots fuera de Japón.El último modelo HAL, que se pondría a la venta por 1800 dólares en 2024, se controla con la mente y ayudaría a caminar a quienes tienen lesiones en la médula espinal.

## Curiosidades
La empresa tiene su nombre igual al de una compañía ficticia que aparece en la serie de películas Terminator, y ambas se dedican a producir y diseñar robots. Sin embargo, la compañía aclara que el nombre realmente es una combinación de "cibernética" y el sufijo "-dyne", refiriéndose a tener poder o capacidad.